# Beckhoff Automation
Beckhoff Automation (Automazione Beckhoff) è un'azienda attiva a livello globale con sede a Verl, in Germania. È specializzata nello sviluppo e nella produzione di tecnologie di automazione. Beckhoff Automation è uno dei leader di mercato in questo segmento. L'azienda esiste dagli anni '80 ed è ancora gestita dalla famiglia proprietaria.

## Storia
Beckhoff Automation è stata fondata nel 1980 da Hans Beckhoff. L'azienda ha iniziato con lo sviluppo di tecnologie di controllo per l'automazione di macchine e impianti e da allora è diventata un fornitore leader in questo settore. Nel corso degli anni Beckhoff Automation ha acquisito diversi brevetti e fondato numerose filiali in tutto il mondo.
Negli anni '90, l'azienda ha introdotto la tecnologia di controllo basata su PC, che ha semplificato notevolmente l'automazione di macchine e impianti. Questa tecnologia ha guadagnato rapidamente popolarità e Beckhoff si è affermata come pioniere innovativo in questo campo. 
Da allora Beckhoff Automation ha costantemente ampliato il proprio portafoglio prodotti ed è entrata in numerosi nuovi settori, come l'automazione degli edifici e l'industria di processo. L'azienda ha inoltre ampliato la sua presenza globale, in particolare nel mercato asiatico, aprendo filiali e uffici di rappresentanza, ad esempio in Cina, Giappone, India e Indonesia.
Negli ultimi anni, Beckhoff Automation ha intensificato i suoi sviluppi anche nel campo della robotica. Inoltre, l'impegno per la sostenibilità è aumentato in modo significativo e si riflette anche nel portafoglio prodotti dell'azienda, ad esempio nelle soluzioni per la gestione dell'energia.

## Struttura
Beckhoff Automation è un'azienda a conduzione familiare guidata da Hans Beckhoff. La sede centrale dell'azienda, in Germania, è la sede dei dipartimenti centrali dell'azienda, come sviluppo, produzione, amministrazione, vendite, marketing, assistenza e servizio.
Beckhoff Automation impiega più di 5.000 persone in tutto il mondo, che generano oltre 1,182 miliardi di euro (2021). L'azienda ha 40 filiali o uffici di rappresentanza in tutto il mondo. Queste unità lavorano a stretto contatto con la sede centrale e supportano il marketing e la distribuzione globale dei prodotti. In totale, l'azienda è rappresentata in oltre 75 Paesi in tutto il mondo.
Beckhoff Automation è membro di diverse associazioni di settore e ha stabilito partnership con altre aziende e istituzioni del settore dell'automazione. L'azienda segue processi sostenibili e si impegna a ridurre al minimo l'impatto ambientale e il consumo di risorse e a promuovere una produzione più ecologica.

## Prodotti
Beckhoff Automation offre un'ampia gamma di prodotti e soluzioni per la tecnologia dell'automazione. Questi includono PC industriali, componenti di I/O, tecnologia di azionamento, software di automazione, automazione senza armadi di controllo e visione artificiale. L'azienda è specializzata nello sviluppo e nell'applicazione di tecnologie di controllo aperte che consentono ai clienti di controllare i propri impianti e macchine in modo flessibile ed efficiente.
Beckhoff Automation offre anche servizi complementari come formazione, assistenza tecnica e consulenza allo sviluppo per aiutare i clienti a implementare e gestire le loro soluzioni di automazione.